# Giuseppe Antonio Borgnis
Pour les articles homonymes, voir Borgnis.
Giuseppe Antonio Borgnis, parfois francisé en Joseph Antoine Borgnis, né à  Craveggia dans le Piémont le 15 avril 1781 et mort à Monza le 16 août 1863, est un ingénieur italien, professeur de mécanique à l'Université de Pavie.

## Ouvrages
En français
- Traité complet de mécanique appliquée aux arts, contenant l'exposition méthodique des théories et des expériences les plus utiles pour diriger le choix, l'invention, la construction et l'emploi de toutes les espèces de machines. Des machines qui servent à confectionner les étoffes, 1818 ; 1819 ; 1820 Texte en ligne
- Théorie de la mécanique usuelle, ou Introduction à l'étude de la mécanique appliquée aux arts, Bachelier (Paris, 1821) Texte en ligne ou également sur LillOnum
- Traité élémentaire de construction appliquée à l'architecture civile, 1823 ; 1838 Texte en ligne
- Dictionnaire de mécanique appliquée aux arts, 1823 Texte en ligne

En italien
- Elementi di Statica Architettonica, 1842 Texte en ligne